# 旅順高等學校

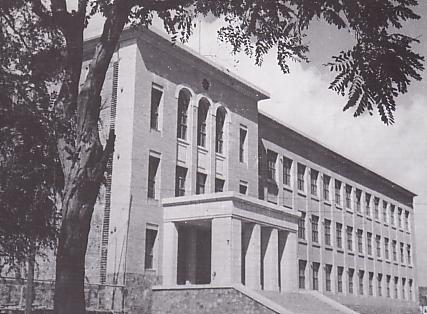
旅順高等學校

舊制旅順高等學校（日语：／ Kyūsei-Ryojun-Kōtōgakkō）是日本曾於1940至1945年在租借地關東州旅順設置的一所舊制高等學校，約有學生600名。

## 历史
1940年4月1日根据《旅顺高等学校规则》设立，5月5日正式开学。学校设高等科，修业年限3年（1943年后改为2年），分为文、理科。1942和1943年毕业的315人中，有286人升入帝国大学。1942年在校生408人。1944年在校生548人，其中理科生388人，文科生160人。
1945年8月18日，該校被蘇軍接管，旋即廢校。

## 校址
旅順高等學校利用1934年建成的原土地調查部建築作為校舍，位于旅顺市旭川町。1945年日本戰敗後，校舍先是由蘇聯接管，蘇軍將其用作蘇聯第39集團軍司令部。1955年蘇軍撤出後，中國人民解放軍海軍也曾使用過該建築。目前旅順高等學校校舍以「土地調查部舊址」名義獲登錄為遼寧省文物保護單位，登錄編號為9-234。